# لعبة الخمس حصوات
لعبة الخمس حصوات أو الصقلة أو الزقطة واللقطة أو القيوش هي لعبة يلعبها الجميع من البنات والأولاد، وأدواتها بسيطة جدا وهي عبارة عن خمس حصوات متوسطة الحجم.

## طريقة اللعب
تجمع حصوات «خمس حصوات» صغيرة عادةً من الصوان المدور صغير الحجم، وتمارس هذه اللعبة من خلال لاعبين اثنين أو ثلاثة، ويقوم كل واحد بقذف إحدى الحصوات عالياً ليلتقط في المرة الأولى حصوة من الحصوات الأربع الباقية على الأرض أمامه وبين اللاعبين، وفي المرة الثانية يقذف حصوة عالياً بالهواء ثم يلتقط حصوتين... حصوتين.
يفترش مجموعة من الأطفال الأرض وبين أيديهم خمس حصوات حيث يقوم من عليه الدور بقذف الحصوات على الأرض ويختار منها واحدة في اليد ثم يقوم بقذفها في الهواء والتقاط الحصوات واحدة تلو الأخرى، وتسمى هذه الحركة وحد، ثم تتم إعادة نفس الحركة والتقاط كل حصاتين معا، وتسمى هذه الحركة تن، ثم تعاد الحركة مرة أخرى وتلتقط ثلاث حصوات معا وواحدة وحدها، وتسمى هذه الحركة ثلث، ثم يحاول اللاعب قذف واحدة في الهواء مع التقاط الأربع حصوات معا، وتسمى هذه الحركة ربع، ثم ينثر الخمس حصوات على الأرض ويتم اختيار واحدة في اليد، ثم يتم وضع اليد الأخرى على الأرض بتقويس الإبهام والسبابة بحيث تكون اليد على شكل مغارة، ثم يطلب من المشاركين في اللعبة اختيار إحدى الحصوات، عندما يسألهم اللاعب: «أين أبوكم» فيختارون أصعب موقع للحصاة، ثم يحاول إدخال جميع الحصوات داخل المغارة بشرط إدخال «أبيهم» بحركة واحدة فقط وإذا نجح في ذلك يصل إلى آخر مرحلة وهي «أم الجرخ» حيث يضع خمس حصوات في الكف وهنا تحتسب له نقاط بعدد الحصوات التي استطاع أن يلقفها وفي حالة التقاف حصاة واحدة، تسمى الحمير، وتنتقل اللعبة إلى اللاعب التالي، أما إذا التقف حصاتين، فيكون له بكل حصاة درجتان فيصبح المجموع أربع درجات، وإذا التقف ثلاث حصوات، يكون له ست دراجات، أما إذا استطاع لقف خمس حصوات فله عشر درجات، وتسمى «الهمج» وتستمر اللعبة هكذا، فإن أخطأ اللاعب انتقلت اللعبة إلى اللاعب التالي.